# Le Dormeur du val
Le Dormeur du val est un sonnet en alexandrins d'Arthur Rimbaud. Ce poème est le deuxième poème du second Cahier de Douai (ou Recueil Demeny). Le manuscrit autographe, daté d'octobre 1870, est conservé à la British Library. Il n'existe pas d'autre manuscrit connu. Les premières publications se sont trouvées dans : Anthologie des poètes français (tome IV, Lemerre, 1888), Reliquaire (Genonceaux, 1891) et Poésies complètes (Vanier, 1895).
Le Dormeur du val est un des poèmes les plus connus du poète, bien qu'il présente une esthétique encore peu innovante : utilisation du sonnet, de l'alexandrin, de rimes régulières. On est de fait encore loin de la modernité d'Une saison en enfer ou des Illuminations, dernières œuvres du poète, ou même de l'audace des images du Bateau ivre, composé seulement un an plus tard. Le Dormeur du val n'en demeure pas moins un poème très abouti, montrant une grande maîtrise des règles de versification (en particulier un usage très expressif du rejet) — ce qui est en soi remarquable de la part d'un auteur âgé de 16 ans à peine —, et puissamment évocateur par le contraste entre la douceur du cadre et la chute glaçante qui révèle le contexte macabre.

## Poème
C'est un trou de verdure où chante une rivière

Accrochant follement aux herbes des haillons

D'argent ; où le soleil, de la montagne fière,

Luit : c'est un petit val qui mousse de rayons.

Un soldat jeune, bouche ouverte, tête nue,

Et la nuque baignant dans le frais cresson bleu,

Dort ; il est étendu dans l'herbe, sous la nue,

Pâle dans son lit vert où la lumière pleut.

Les pieds dans les glaïeuls, il dort. Souriant comme

Sourirait un enfant malade, il fait un somme :

Nature, berce-le chaudement : il a froid.

Les parfums ne font pas frissonner sa narine ;

Il dort dans le soleil, la main sur sa poitrine

Tranquille. Il a deux trous rouges au côté droit.
— Arthur Rimbaud, Le Dormeur du val, octobre 1870

## Contexte historique
Ce poème est sans doute inspiré au jeune Rimbaud, 16 ans à l'époque, par la guerre franco-allemande de 1870, et plus particulièrement par la bataille de Sedan scellant la défaite française le 3 septembre 1870, à moins de vingt kilomètres de Charleville, son lieu de résidence à l'époque. Cette scène, un soldat mort au milieu d'une nature omniprésente et accueillante, suscite effectivement l'indignation de Rimbaud. Il est cependant peu probable que celui-ci ait réellement assisté à ce qu'il décrit dans le poème.
Dans ce contexte, Rimbaud a pu vouloir évoquer un déserteur exécuté, ou un soldat grièvement blessé dans les combats, venu mourir dans ce lieu idyllique.

## Forme
Le poème se présente sous la forme d'un sonnet, composé de rimes croisées (ABAB) et (CDCD) pour les huit premiers vers, d'une rime plate (EE) aux vers 9-10 et d'une rime embrassée (ABBA) aux vers 11-14. Cette disposition est fréquemment utilisée par Charles Baudelaire dans Les Fleurs du mal, notamment, mais aussi dans de nombreux poèmes, le sonnet étant l'une des formes fixes poétiques les plus utilisées, ainsi que cette disposition des rimes.

## Image et description de la nature: le cadre

### Nature animée omniprésente
La nature est une entité extrêmement présente dans ce poème, ce que traduit la récurrence du champ lexical correspondant (« verdure », « rivière », « montagne », « rayon »...). Mais cette nature apparaît bien particulière, très vive et active, comme le traduisent les nombreux verbes d'action utilisés (« chante » renforcé par l'allitération de consonnes dentales au vers 1 [t]/[d], « accrochant », « mousse »...) qui contribuent à personnifier les différents éléments naturels : la « rivière », la « montagne », le « val ». Cette impression de foisonnement et de complexité est encore accentuée par l'utilisation de subordonnées (« où chante... », « qui mousse... »), de l'adverbe d'intensité « follement », mais passe aussi par des rythmes accélérés. Par exemple, au vers 3, les accents délimitent trois groupes de syllabes : 2 (« D'argent ») - 4 (« où le soleil ») - 6 (« de la montagne fière ») ; cela confère au vers un élan, une vivacité particuliers.

### Cadre enchanteur et accueillant
C'est une nature bienfaisante et harmonieuse : elle réunit l'eau, le soleil et la végétation. Rimbaud décrit la fluidité de l'eau par l'enjambement du vers 1 au vers 2. À cet égard, « la Nature » au vers 11 se change en allégorie maternelle et protectrice, par l'emploi du lexique de la maternité (« berce-le chaudement »), et plus généralement de la douceur (« lit », « baignant »). La périphrase « trou de verdure » au vers 1 évoque de plus un refuge. De même, l'emploi de l'épithète « petit » traduit une certaine familiarité.

### Des jeux sur les sens
Cette description fait appel à plusieurs sens, principalement la vue (présente notamment à travers les adjectifs de couleur : « bleu », « vert », « pâle ») sur laquelle on insiste par des rejets aux vers 2/3 (« D'argent ») et 3/4 (« Luit »), l'odorat (« sa narine »), le toucher (qui passe par des prépositions marquant des positions : « dans son lit vert », « étendu dans... », « la main sur la poitrine »), l'ouïe (« chante »). Rimbaud met ici en place des synesthésies, comme Baudelaire avant lui dans son poème Correspondances, qui conduisent parfois à des images paradoxales, liant les sensations de façon inhabituelle : « un petit val qui mousse de rayons » (reliant éléments solide et liquide à des radiations), « la lumière pleut » (reliant là encore élément liquide et radiation). Finalement, bien qu'agréable et vigoureuse, cette nature familière revêt aussi des aspects plus mystérieux et étranges.

## Intégration d'un personnage: le soldat

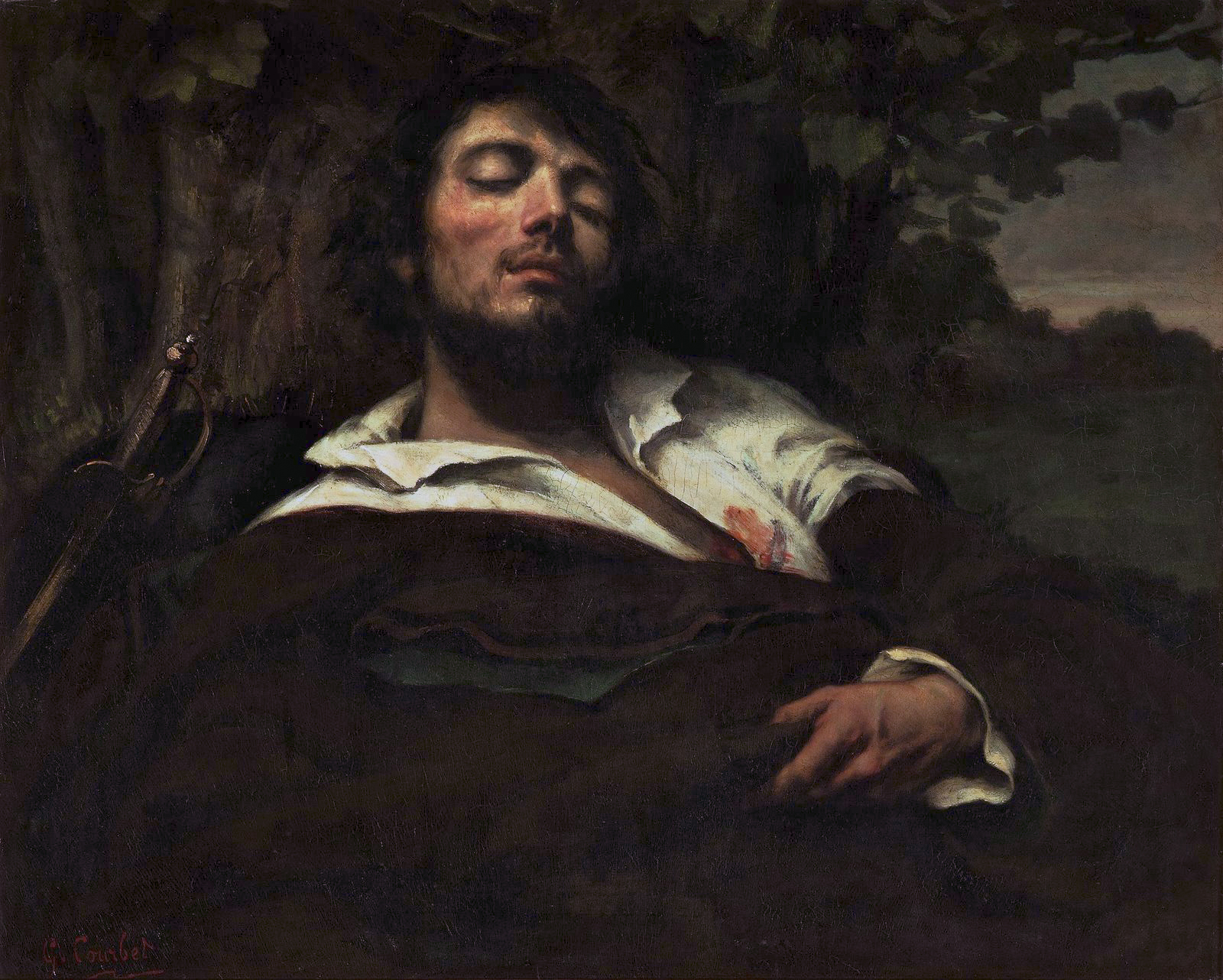
Le tableau L'Homme blessé (1844/54) de Gustave Courbet, représentant une scène similaire à celle évoquée dans le poème de Rimbaud.

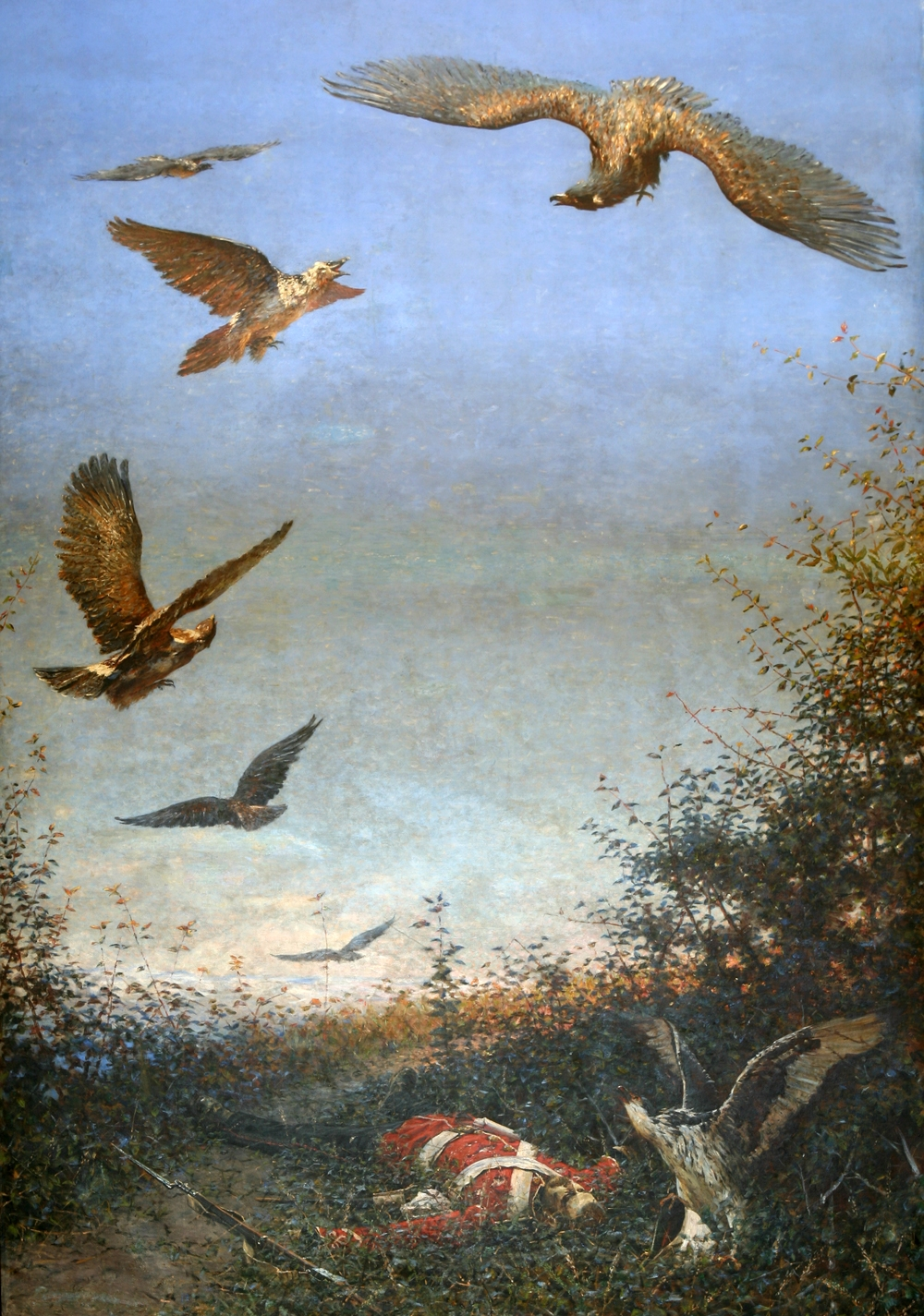
Vassili Verechtchaguine, Soldat oublié, vers 1885

### Soldat très jeune
L'auteur évoque, au vers 5 (au début de la deuxième strophe), un « soldat » étendu dans l'herbe. C'est cependant sa jeunesse qui frappe le poète, ce que traduit le déplacement de l'adjectif « jeune », juste avant la virgule, et l'emploi d'un lexique lié à l'enfance (« berce-le », « enfant malade »).

### Apparente tranquillité
La position allongée de cet homme l'assimile à un simple « dormeur », comme le suggère le titre du poème. Son aspect est peu réglementaire : il est tête nue, sans casque ou képi, impliquant l'idée d'un certain relâchement dû à la sieste du soldat. Cette atmosphère d'inactivité est particulièrement travaillée. Les champs lexicaux du sommeil et de la passivité sont bien développés (« bouche ouverte », « étendu », « berce »...), et on peut même parler de béatitude lorsque Rimbaud répète le verbe sourire aux vers 9 et 10. Les métaphores (« dans son lit vert », « baignant dans le frais cresson bleu »), la répétition de termes de même étymon que le verbe dormir (« dort » aux vers 7, 9 et 13, « dormeur » dans le titre), ainsi que les rejets (« dort » au vers 7, « tranquille » au vers 14, de plus mis en valeur par l'apposition), accentuent encore cette ambiance de calme léthargique. Toutefois, ce calme est trompeur.

### Place ambiguë au sein de la nature
Même si la nature semble accueillante, ce soldat y occupe une place difficile à qualifier. D'un côté ce jeune homme apparaît très différent de la nature qui l'entoure, lui est « pâle » et inactif, au contraire de la nature qui est animée, vivace. Et pourtant, il semble y avoir trouvé sa place, entouré de toutes parts (« dans son lit vert », « dans les glaïeuls », « sous la nue ») ; on remarque à cet égard la répétition de la préposition « dans » (aux vers 6, 8, 9 et 13), qui peut montrer que ce soldat s'intègre finalement au paysage qui l'a accueilli — mais aussi suggérer l'inhumation de sa dépouille, le « lit vert où la lumière pleut » pouvant évoquer un drap mortuaire recouvrant son corps.

## Progression dramatique
L'auteur présente le personnage de façon progressive, à la manière d'un effet de zoom ou de « travelling avant » au cinéma : d'abord le paysage (« c'est un trou de verdure »), puis le soldat dans son ensemble (« un soldat jeune »), puis on se rapproche encore de lui jusqu'à distinguer plus nettement son visage (« souriant »), jusqu'à se focaliser, pour finir, sur ses « deux trous rouges au côté droit ». 
Ce n'est qu'au dernier vers que Rimbaud évoque explicitement la mort du soldat : les deux trous rouges, marques d'une baïonnette ou d'une arme à feu, font écho au « trou de verdure » du vers 1, faisant donc de celui-ci, rétrospectivement, un tombeau ; on peut donc dire que, dès le début du poème, il y a une préparation à cette triste réalité. Certaines expressions contribuent à amorcer cette thématique de la mort : au vers 6, « la nuque baignant dans le frais cresson bleu », ou au vers 9, « les pieds dans les glaïeuls » (mot qui se rattache à l'étymologie du "glaive" romain, gladium) qui sont des fleurs de deuil[source insuffisante], suggérant qu'il s'agit d'un sommeil éternel ; la description du visage (« bouche ouverte », « pâle ») annonce la morbidité ; « il a froid » évoque un corps déjà sans vie. Au fil du poème se crée une impression de malaise, laquelle s'accentue au vers 12 : « Les parfums ne font pas frissonner sa narine », indiquant que le soldat ne respire plus. Enfin, le mot « Tranquille » est fortement accentué par son rejet au début du dernier vers. L'allitération en « r » (présente dans les trois premiers vers et les trois derniers) suggère initialement le rêve, le ronflement du dormeur, mais finalement le râle de la mort.

## Postérité

### Artistique
- Le poème a été chanté par Serge Reggiani, Yves Montand, Sapho, Charlélie Couture et Jean-Louis Aubert, et récité par Martine Redon dans le spectacle de Jacques Dupin en 1969[12].
- Le rappeur Booba cite la poésie en général et ce poème en particulier comme l'une des choses l'ayant particulièrement marqué à l'école, et comme étant peut-être à l'origine de la façon dont il écrit. À propos du Dormeur du val, il explique : « J'avais comme l'impression d'être avec lui, je m'évadais littéralement »[13],[14],[15].
- Le groupe Regg'Lyss cite de nombreux vers dans leur titre Le Dormeur Duval.
- Le rappeur MC Solaar y fait référence dans le titre La Concubine de l'hémoglobine : « Le dormeur du val ne dort pas / Il est mort et son corps est rigide et froid »[16].
- Le chanteur Michel Sardou y fait allusion dans ses chansons Rouge et Vincent.
- Dans la chanson Affaire Rimbaud, le chanteur français Hubert-Félix Thiéfaine reprend des d'éléments du poème (cresson bleu, la lumière pleut)
- Ce poème est récité en partie par la voix-off dans un sketch des Guignols de l'info mettant en scène Raymond Barre dormant seul à l'Assemblée Nationale.
- Le rappeur Pex du groupe VSO a cité le poème et l'auteur dans la chanson Timelapse parue dans l'album Southcoaster de 2018.
- Le chanteur et guitariste Sanseverino a écrit et interprété la chanson Le Dormeur du Val vivant en 2004 sur son album Les Sénégalaises.
- Fabienne Boulin-Burgeat, la fille du ministre Robert Boulin, assassiné selon elle, et dont on a retrouvé le corps dans un étang (similaire à un « val ») en 1979, a écrit un livre sur l’affaire qui a conduit à la mort de son père, qu’elle a intitulé « Le Dormeur du val »[17].
- Jeanne Cherhal y fait allusion dans son poème "Charbon" issu de son recueil Couleurs primitives, évoquant ainsi son «fabuleux sceptre noir» : «Il suffit pour l'animer / D'une impulsion programmée / Car il a comme il se doit / Deux trous rouges au côté droit».
- Le 3 novembre 2023, Les Frangines mettent en chanson le poème.
- Le film Un monde parfait, réalisé par Clint Eastwood (1993) s'ouvre et se ferme sur l'image, en apparence tranquille et sereine, du protagoniste allongé dans un champ, et dont on ne comprend le sort funeste qu'à la fin. Le film peut ainsi évoquer chez certains le thème du poème de Rimbaud mais aussi sa structure[18].

### Autres
- Aux Pays-Bas, à Ommen, dans le bois bordant la  rivière Overijsselse Vecht, une plaque commémorative à la mémoire de Frits Iordens (nl) (1919-1944), résistant néerlandais mort à l’âge de vingt-quatre ans abattu par un soldat allemand durant la Seconde guerre mondiale, a été déposée au pied d’un arbre[19],[a]. Y sont gravés les deux derniers vers du poème Le Dormeur du val :

Il dort dans le soleil, la main sur sa poitrine

Tranquille. Il a deux trous rouges au côté droit.

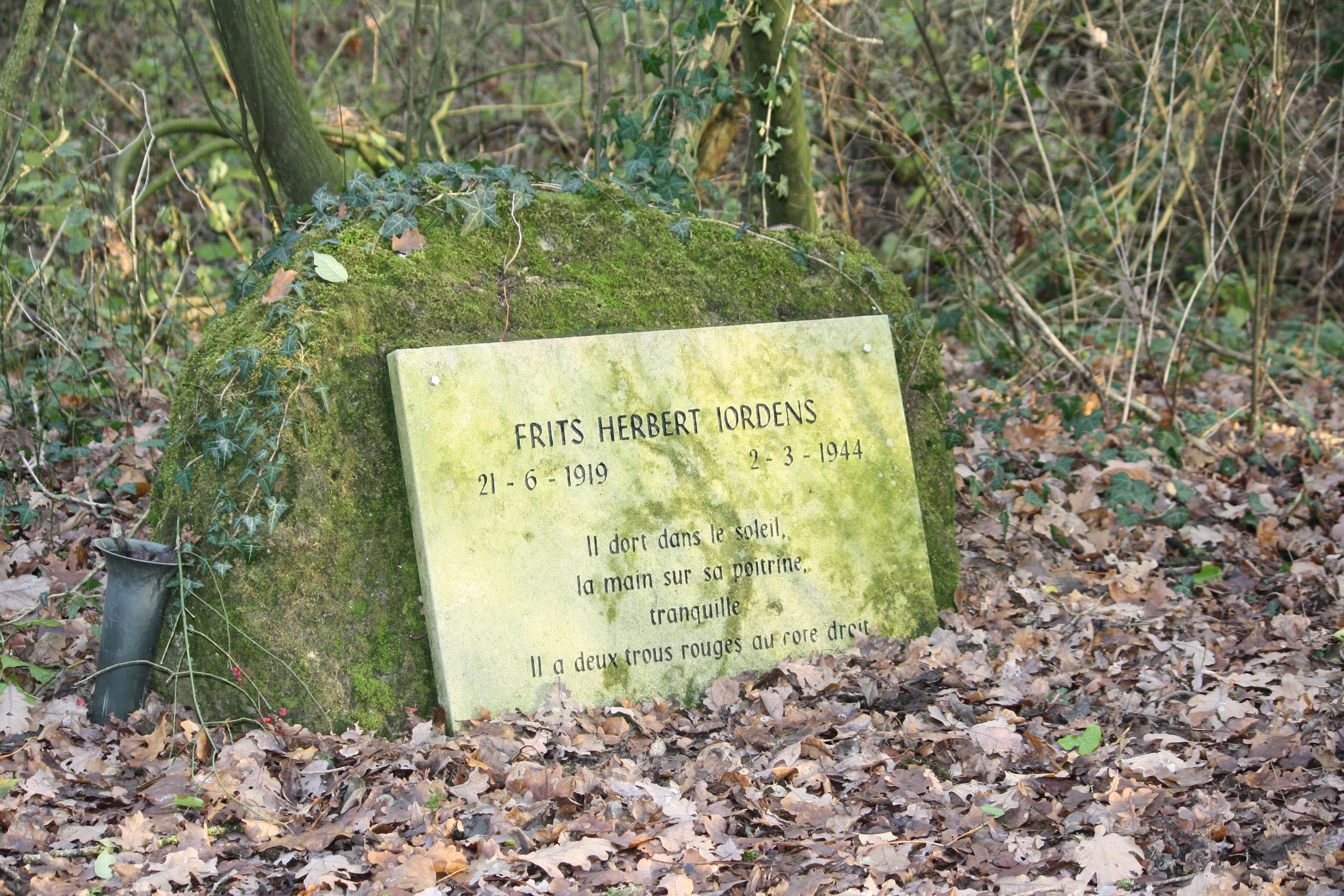